# آبشار فنتستیک
آبشار فنتستیک (به انگلیسی: Fantastic Falls) آبشاری است که در  ایالت واشینگتن، ایالات متحده آمریکا واقع شده و ارتفاع کلی ریزشگاه آن ۳۵ پا است.